# Colquhalzie House
Colquhalzie House ist ein Herrenhaus nahe der schottischen Ortschaft Muthill in der Council Area Perth and Kinross. 1971 wurde das Bauwerk in die schottischen Denkmallisten in der höchsten Denkmalkategorie A aufgenommen. Die zugehörigen Stallungen sind des Weiteren als Kategorie-B-Bauwerk, der Duke’s Tower als Kategorie-C-Bauwerk klassifiziert.

## Geschichte
Das Herrenhaus entstand vermutlich im Jahre 1729 oder wenige Jahre später. Im Jahre 1826 wurde der Westflügel ergänzt. Es sollte weitere 100 Jahre dauern, bis 1929 der Ostflügel erbaut wurde. Da dieser dem gespiegelten Westflügel entspricht, entstand hierdurch ein symmetrischer Gebäudeaufbau. John Stewart, welcher die Arbeiten ausführte, überarbeitete in diesem Zuge auch das Erdgeschoss und den Eingangsbereich. Der Innenraum wurde im Laufe der Jahrhunderte mehrfach überarbeitet. So auch durch Stewart. 1967 wurden die Räume in den vermuteten Originalzustand zurückversetzt. T. Beveridge führte die Arbeiten aus.

## Beschreibung
Colquhalzie House steht isoliert rund 4,5 km östlich von Muthill am rechten Ufer des Earn. Da es in einen leichten Hang gebaut wurde, ist es an der Nordseite 2,5- und an der Südseite dreistöckig. Die Fassaden des länglichen Herrenhauses sind mit Harl verputzt, wobei Natursteindetails ausgespart wurden. Die südexponierte Hauptfassade ist fünf Achsen weit. Der mit einem Dreiecksgiebel schließende Mittelrisalit ist drei Achsen weit. Das zentrale Hauptportal am Fuße schließt mit Architrav und bekrönendem Segmentbogengiebel. Die sieben Achsen weite Gebäuderückseite ist mit Eckrisaliten und einer zentralen, drei Achsen weiten, abgekanteten Auslucht ausgeführt. Colquhalzie House schließt mit Walmdächern.